# Gamarús bru
El gamarús bru (Strix leptogrammica) és una espècie d'ocell de la família dels estrígids (Strigidae). Habita els boscos d'Àsia meridional, des del nord del Pakistan, l'Índia, Sri Lanka, Myanmar, sud-est de la Xina i Taiwan, cap al sud, a través de Tailàndia, nord de Laos, Vietnam i la Península Malaia fins a Sumatra, Borneo i Java. El seu estat de conservació es considera de risc mínim.